# Veljko Birmančević
Veljko Birmančević (serbisch-kyrillisch Вељко Бирманчевић; * 5. März 1998 in Šabac) ist ein serbischer Fußballspieler. Der Mittelfeldspieler steht beim FC Toulouse unter Vertrag und ist an Sparta Prag verliehen. Zuvor spielte er bereits in Serbien und Schweden. Im Jahr 2021 debütierte er in der serbischen Nationalmannschaft.

## Sportlicher Werdegang
Birmančević spielte in der Jugend bei ŠF Stevan Ćele Vilotić und OFK Šabac, ehe er 2010 in die Jugendabteilung von FK Partizan Belgrad kam. Im Laufe der Spielzeit 2015/16 rückte er als Teenager in den Kader der Wettkampfmannschaft auf und debütierte beim 1:2-Erfolg bei OFK Belgrad im Februar 2016 als Einwechselspieler für Saša Lukić in der SuperLiga. Unter Trainer Ivan Tomić kam er im Saisonverlauf noch zu zwei weiteren Einsätzen. Ab der Sommerpause wurde er an den Drittligisten FK Teleoptik verliehen, der als Farmteam für Partizan dient. Mit vier Saisontoren trug er zur Meisterschaft in der Srpska Liga Beograd und dem damit verbundenen Aufstieg in die Prva Liga bei, daraufhin wurde seine Leihe verlängert. Anfang 2018 wurde das Leihgeschäft beendet, dafür ein neues Leihgeschäft mit dem Erstligisten FK Rad Belgrad initiiert. Dort spielte er in der Rückrunde der Spielzeit 2017/18 elfmal in der Meisterschaft und erzielte dabei ein Tor. Ab dem Sommer 2018 folgte ein erneutes Leihgeschäft mit dem FK Čukarički. Obwohl er in 25 Meisterschaftsspielen ohne Tor geblieben war, nahm ihn der Klub vor Beginn der Spielzeit 2019/20 fest unter Vertrag. Dabei gelang ihm in der folgenden Saison der Durchbruch, der ihm am 25. Januar 2021 das Debüt in der A-Nationalmannschaft beim 0:0-Unentschieden gegen die Dominikanische Republik einbrachte.
Im März 2021 wechselte Birmančević nach Schweden zu Malmö FF in die Allsvenskan. Hier war er hinter dem kroatischen Stürmer Antonio Čolak in der Spielzeit 2021 mit neun Saisontoren zweitbester vereinsinterner Torschütze und gewann mit dem Klub den Meistertitel. In der anschließenden Qualifikation zur UEFA Champions League 2021/22 war er maßgeblich am Einzug in die Gruppenphase beteiligt, als er bei den jeweiligen 2:1-Siegen gegen die Glasgow Rangers an drei der vier Tore beteiligt war und in der abschließenden Play-off-Runde gegen Ludogorez Rasgrad nach einem Treffer zum 2:0-Hinspielerfolg bei der 1:2-Rückspielniederlage via Freistoß den das Weiterkommen bedeutenden Ehrentreffer erzielte. In der Gruppenphase holte er mit der Mannschaft nur einen Punkt, beim 1:1-Unentschieden gegen Zenit St. Petersburg bereitete er den Treffer von Søren Rieks vor. Nach Saisonende wurde er im November als Nachwuchsspieler des Jahres ausgezeichnet. Im folgenden Jahr nahm er mit seiner Mannschaft erneut an der Qualifikation zur UEFA Champions League teil, scheiterte dort gegen den FK Žalgiris Vilnius und qualifizierte sich im Anschluss für die Gruppenphase der UEFA Europa League.
Im September 2022 verließ der Serbe Schweden und wechselte zum FC Toulouse. Ein Jahr später folgte eine Leihe an Sparta Prag für eine Saison mit anschließender Kaufoption.